# Ellen Marit Gaup Dunfjeld
Ellen Marit Gaup Dunfjeld, född 1944 i Máze i Kautokeino kommun, Finnmark fylke, död 1991, var en samisk (norsk) schaman, (nåjd) och jojkare.
Gaup Dunfjeld föddes i en renskötarfamilj och infördes redan som liten i den traditionella samiska tankevärlden av sin far, Mikkel Gaup, som var en känd schaman. Hon utbildade sig till journalist och blev känd genom politisk aktivism och medverkan i nöjesprogram. Hon skrev Reindrift: samisk næring, samisk fremtid (1979), var engagerad i Alta-konflikten och medverkade i filmen La elva leve! (1980). Hon träffade bland annat påven, framförde sin sak i ett av Förenta nationernas underorgan och företog, tillsammans med Berit Ås, resor kors och tvärs i USA för att informera om Altafrågan. Hon medverkade som jojkare på musikalbumet En fest för livet, utgivet av Artister för fred 1983.